# Elecciones a la Asamblea Constitucional de la República Dominicana de 1929
Elecciones a la Asamblea Constitucional tuvieron lugar en República Dominicana el 1 de junio de 1929. La función de la Asamblea era revisar y enmendar ciertos artículos de la constitución, que resultó en una enmienda para revocar la prohibición en las reelecciones presidenciales. La participación electoral fue baja y en algunos lugares los votos ni siquiera fueron contados.